# Колонж ла Руж
Колонж ла Руж (фр. Collonges-la-Rouge) насеље је и општина у централној Француској у региону Лимузен, у департману Корез која припада префектури Бриве ла Гајар.
По подацима из 2011. године у општини је живело 475 становника, а густина насељености је износила 33,19 становника/km². Општина се простире на површини од 14,31 km². Налази се на средњој надморској висини од 230 метара (максималној 493 m, а минималној 144 m).

## Демографија
| 1962. | 1968. | 1975. | 1982. | 1990. | 1999. | 2011. |
| ----- | ----- | ----- | ----- | ----- | ----- | ----- |
| 401   | 375   | 360   | 379   | 381   | 413   | 475   |

График промене броја становника у току последњих година